# 哈維·溫斯坦
哈維·溫斯坦（英語：Harvey Weinstein，/ˈwaɪnstiːn/，1952年3月19日—），又译韦恩斯坦，是一名美國電影監製和前任電影製片廠的執行董事。他是米拉麥克斯影業的聯合創始人，公司曾製作了幾部受歡迎的獨立電影，包括《危險人物》、《瘋狂店員》、《哭泣的遊戲》和《性、謊言、錄影帶》。他憑監製《莎翁情史》而贏得奧斯卡獎。2020年，一纽约法院对哈维·温斯坦判决掠夺性性侵罪成立，并判處其23年的刑期。
1979年，他和他的弟弟鮑勃·溫斯坦成立了电影制作公司米拉麦克斯影业，公司在1993年被华特·迪士尼公司收购。2005年他和弟弟一起离开共同创办的米拉麦克斯影业并成立新的電影製作公司溫斯坦影業。

## 生平
1952年3月19日，哈维·溫斯坦在美国纽约市皇后区出生，青年时代曾与弟弟鲍勃在水牛城成立制作公司Harvey & Corky Productions，安排法蘭·仙納杜拉、谁人乐队、傑克遜·布朗、滚石乐队等当红巨星前往当地举办摇滚音乐会。
后来到了1970年代末期，哈维利用Harvey & Corky Productions的营收另立米拉麥克斯影業，以父亲名字麥克斯和母亲名字米里亞姆命名。公司初期主要负责演唱会电影的制作发行。
1980年代初，米拉麦克斯影业买下国际特赦组织在英国举行的两场慈善音乐会的电影发行权，与该片制作人馬丁·路易斯一起把片子剪成一部电影，在美国发行；该片最终于1982年5月以《卧底警察的另一场舞会》的名义上映，是米拉麦克斯的第一部票房大作。电影也为国际特赦组织募集了大批善款，帮助组织在美国打响名气。在这场胜仗的基础上，兄弟俩于1980年代深耕藝術電影，取得票房口碑双丰收。
1988年，哈维与米拉麦克斯影业凭借埃洛·莫里斯执导的纪录片《正義難伸》获得广泛关注。这部纪录片介绍了达拉斯男子兰德尔·戴尔·亚当斯被当局误以为杀害警察，成为死囚犯的故事。电影引发外界强烈回响，促使当局重新审视案件，于1989年改判亚当斯无罪。1989年，米拉麦克斯凭借斯蒂芬·索德伯格的《性、谎言、录影带》一跃成为全美最成功的独立电影工作室。
1989年，米拉麦克斯发行了两部艺术电影，一部是彼得·格林纳威的《厨师、大盗、他的太太和她的情人》，一部是佩德罗·阿尔莫多瓦尔的《捆着我，绑着我》。然而两部作品被美国电影协会打上了X级，直接无法在全国公映。事后溫斯坦就事件起诉美国电影协会，但被驳回。结果不到两个月，电影协会就新设了NC-17评级。
1993年，米拉麦克斯凭借《哭泣游戏》获迪士尼相中，要价8000万美元收购。双方最终达成交易，兄弟俩继续担任工作室负责人，结果因而在好莱坞建立名声。翌年，米拉麦克斯发行了工作室第一部商业大片，昆汀·塔伦蒂诺的《低俗小说》，另外还有一部独立电影《疯狂店员》广受好评。
1997年，米拉麦克斯凭借《英倫情人》拿下首个奥斯卡最佳影片奖。早在1995年，《低俗小说》就曾提名过最佳影片，但被《阿甘正传》击败。米拉麦克斯随后乘胜追击，陆续推出《心灵捕手》和《莎翁情史》两部奥斯卡佳片。
2005年9月30日，溫斯坦兄弟离开米拉麦克斯，另成立新公司溫斯坦影業，公司董事还包括昆汀·塔伦蒂诺、罗伯特·罗德里格兹两位大导演，以及在米拉麦克斯负责管理制片部门10年之久的科林·韦恩斯。2011年2月，导演麥可·摩爾向溫斯坦兄弟发起诉讼，指控两人在2004年发行他的纪录片《華氏911》的时候，欠下了270万美元的分红。结果双方于2012年2月达成庭外和解。
2017年10月8日，性丑闻缠身的哈维声明退出公司。由于未能成功变卖公司或旗下的电影作品，溫斯坦电影公司宣告破产，所有资产于2018年被燈籠娛樂收购。

## 爭議
2017年10月，公司的董事會解僱了溫斯坦，接着他被指控性騷擾和性侵犯。据统计受害者超过40人。
2020年2月24日中午，一纽约法院对哈维·温斯坦的强奸案作出了判决，5项指控中2项掠夺性性侵罪成立。3月10日，哈維被判處23年的刑期。

## 外部連結
- 哈維·溫斯坦在互联网电影资料库（IMDb）上的資料（英文）